# Moosleerau
Moosleerau (in der lokalen Mundart Moslerb, ˈmosˌleːrb) ist eine Einwohnergemeinde im Schweizer Kanton Aargau. Sie gehört zum Bezirk Zofingen, liegt im oberen aargauischen Suhrental und grenzt an den Kanton Luzern.

## Geographie
Das Dorf liegt am östlichen Rand der völlig flachen Talebene auf einer leicht erhöhten Seitenmoräne. Diese entstand während der Würmeiszeit beim Rückzug des Reussgletschers. Die Suhre bildet die westliche Gemeindegrenze. Der Fluss wurde Mitte der 1920er Jahre begradigt, der ausgedehnte Sumpf in der Ebene trockengelegt. Unmittelbar östlich des Dorfes ragt der Stieregart (624 m ü. M.) steil in die Höhe. Am südlichen Dorfrand zweigt ein über ein Kilometer langes Seitental ab. Es liegt zwischen dem Stieregart und der Längegg (653 m ü. M.) und steigt bis zur Nütziweid (708 m ü. M.) und dem Rossrücken (713 m ü. M.) an. Diese Ausläufer einer lang gestreckten Hochebene bilden die natürliche Grenze zum Ruedertal. Die Bebauung ist mit jener von Kirchleerau zusammengewachsen.
Die Fläche des Gemeindegebiets beträgt 381 Hektaren, davon sind 108 Hektaren bewaldet und 53 Hektaren überbaut. Der höchste Punkt befindet sich auf 713 Metern auf dem Rossrücken, der tiefste auf 474 Metern an der Suhre. Nachbargemeinden sind Reitnau im Südwesten, Staffelbach im Nordwesten, Kirchleerau im Norden, Schmiedrued im Osten sowie die luzernische Gemeinde Triengen im Süden.

## Geschichte

Luftansicht (1954)

Funde von Ziegeln und Mauerresten im benachbarten Kirchleerau weisen darauf hin, dass die Gegend bereits von den Römern bewohnt war. Die erste urkundliche Erwähnung von Moslerovva erfolgte im Jahr 1243. Der Name stammt vom althochdeutschen lewirouwo, was «beim wassernahen Land der Gräber» bedeutet. Der Zusatz Moos weist auf sumpfiges Gelände hin. Im Mittelalter lag das Dorf im Herrschaftsbereich der Grafen von Lenzburg, ab 1173 in jenem der Grafen von Kyburg. Nachdem diese ausgestorben waren, übernahmen die Habsburger 1273 die Landesherrschaft und die Blutgerichtsbarkeit.
1415 eroberten die Eidgenossen den Aargau. Moosleerau gehörte nun zum Untertanengebiet der Stadt Bern, dem so genannten Berner Aargau. Ab dem 15. Jahrhundert war das Dorf Bestandteil der Herrschaft Rued, einem Gerichtsbezirk innerhalb des Amtes Lenzburg. Die Besitzer der Herrschaft übten die niedere Gerichtsbarkeit aus und waren die wichtigsten Grundbesitzer. Nachdem verschiedene Adelsgeschlechter aus der näheren Umgebung im Besitz der Herrschaft gewesen waren, wurde sie 1520 von den ursprünglich aus Italien stammenden Herren von May erworben. Ihre Residenz war das Schloss Rued in benachbarten Ruedertal. 1528 führten die Berner die Reformation ein.
Im März 1798 nahmen die Franzosen die Schweiz ein, entmachteten die «Gnädigen Herren» von Bern und riefen die Helvetische Republik aus. Seither gehört Moosleerau zum Kanton Aargau. Erst 1834 verkauften die May ihre letzten übrig gebliebenen Rechte an den Kanton. Bis weit ins 20. Jahrhundert hinein prägte die Landwirtschaft das Leben der Gemeinde. Seit Beginn der 1980er Jahre ist die Bevölkerungszahl aufgrund einer verstärkten Bautätigkeit um mehr als vierzig Prozent angestiegen.

## Wappen
Die Blasonierung des Gemeindewappens lautet: «In Weiss auf grünem, mit weissem Fluss belegtem, Boden, braune Moosweihe auf schwarzer Ansitzstange zwischen zwei schwarzen Rohrkolben an grünen beblätterten Stängeln.» Der Vogel auf der Stange geht auf eine 1683 gemalte Glasscheibe in der Kirche von Schöftland zurück. 1961 wurde zwar die Schilfwand durch zwei Rohrkolben ersetzt, doch blieb man bei der unheraldischen braunen Farbe des Vogels.

## Bevölkerung
Die Einwohnerzahlen entwickelten sich wie folgt:
| Jahr      | 1764 | 1850 | 1900 | 1930 | 1950 | 1960 | 1970 | 1980 | 1990 | 2000 | 2010 | 2020 |
| --------- | ---- | ---- | ---- | ---- | ---- | ---- | ---- | ---- | ---- | ---- | ---- | ---- |
| Einwohner | 298  | 646  | 452  | 459  | 531  | 546  | 599  | 593  | 724  | 798  | 853  | 915  |

Am 31. Dezember 2023 lebten 957 Menschen in Moosleerau, der Ausländeranteil betrug 18,3 %. Bei der Volkszählung 2015 bezeichneten sich 51,5 % als reformiert und 21,6 % als römisch-katholisch; 26,9 % waren konfessionslos oder gehörten anderen Glaubensrichtungen an. 92,0 % gaben bei der Volkszählung 2000 Deutsch als ihre Hauptsprache an, 2,5 % Albanisch und 2,1 % Italienisch.

## Politik und Recht
Die Versammlung der Stimmberechtigten, die Gemeindeversammlung, übt die Legislativgewalt aus. Ausführende Behörde ist der fünfköpfige Gemeinderat. Er wird im Majorzverfahren vom Volk gewählt, seine Amtsdauer beträgt vier Jahre. Der Gemeinderat führt und repräsentiert die Gemeinde. Dazu vollzieht er die Beschlüsse der Gemeindeversammlung und die Aufgaben, die ihm vom Kanton zugeteilt wurden. Für Rechtsstreitigkeiten ist in erster Instanz das Bezirksgericht Zofingen zuständig. Moosleerau gehört zum Friedensrichterkreis XVI (Zofingen).

## Wirtschaft
In Moosleerau gibt es gemäss der im Jahr 2015 erhobenen Statistik der Unternehmensstruktur (STATENT) rund 350 Arbeitsplätze, davon 7 % in der Landwirtschaft, 54 % in der Industrie und 39 % im Dienstleistungsbereich. Die wichtigsten Arbeitgeber sind ein Fabrikationsbetrieb der chemischen Industrie und ein Bauunternehmen. Die meisten Erwerbstätigen sind Wegpendler und arbeiten im unteren Suhrental oder in der Region Aarau.

## Verkehr
Moosleerau liegt an der Hauptstrasse 24 zwischen Aarau und Sursee. Die Anbindung an den öffentlichen Verkehr erfolgt durch eine Postautolinie von Schöftland zum Bahnhof Sursee.

## Bildung

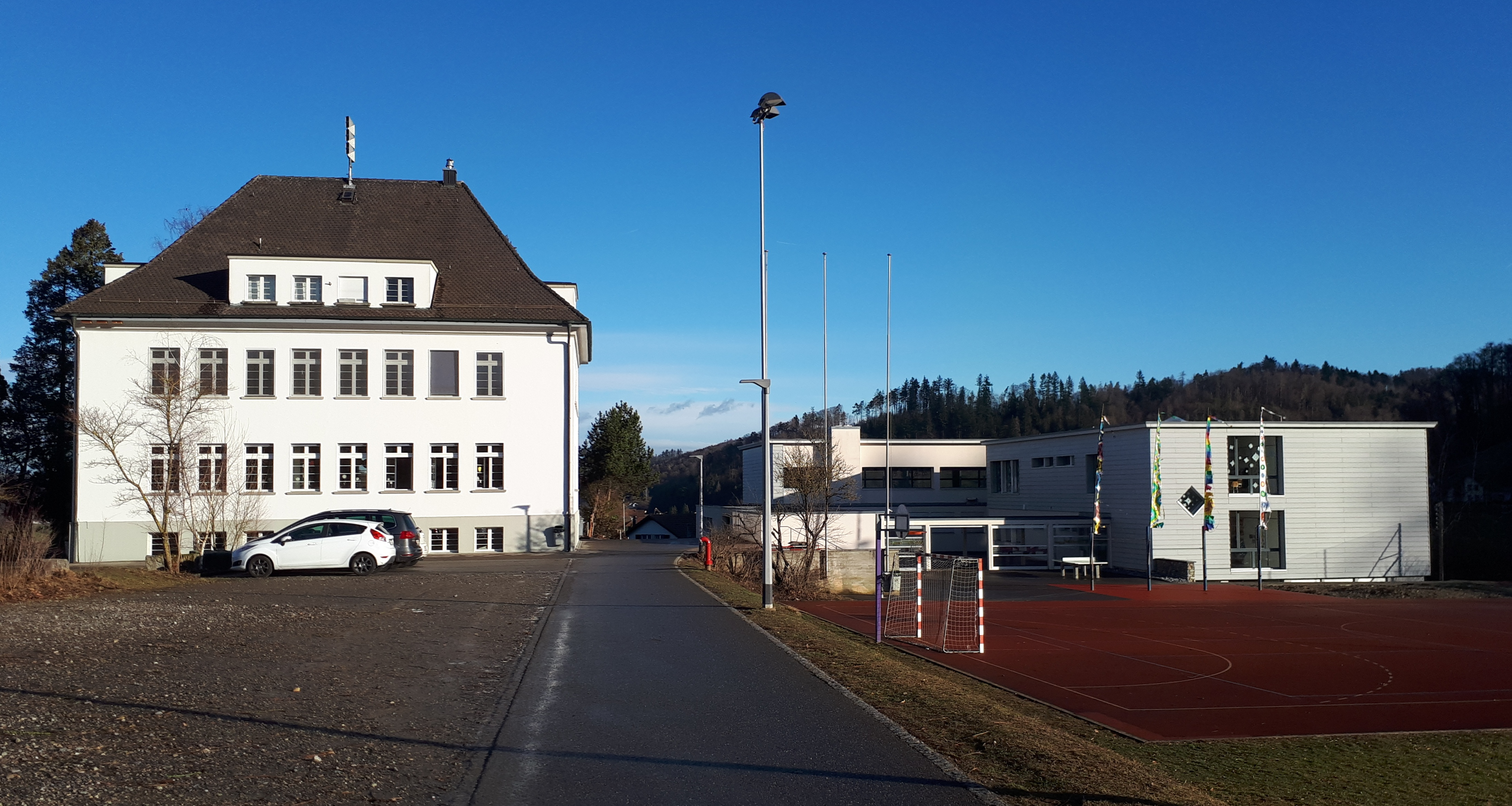
Schul- und Sportanlagen

Die Gemeinde verfügt über ein Schulgebäude mit Kindergarten und Primarschule. Die Realschule und die Sekundarschule können in Staffelbach besucht werden, die Bezirksschule in Schöftland. Das nächstgelegene Gymnasium ist die Kantonsschule Zofingen.